# ジョニー・スミス
ジョニー・スミス（Johnny Smith、本名：John Hindley、1965年8月7日 - ）は、イギリス・ランカシャー地方のワーリントン出身のプロレスラー。
小柄ではあるが正統派のランカシャーレスリングの使い手であり、テクニシャンとして知られている。

## 来歴
叔父にあたるエドワード・ベトリーからレスリングを教わり、1982年1月にジュニア・ロイヤルのリングネームで16歳にてデビューした。その後、ドイツに渡りジョン・サヴェージというリングネームで活動。
1985年、エドワード・ベトリーとスチュ・ハートとの繋がりでカナダのカルガリー地区を転戦した。この時期に同郷の先人ダイナマイト・キッドの教えを受けて、レスラーとしての基盤を作った。さらにデイビーボーイ・スミスの従兄弟であるというプロレス上の関係もこの時期に生まれ、リングネームをジョン・スミスに改名した。
ブルース・ハートを破り、カルガリー地区の英連邦ミッド・ヘビー級王座（Stampede British Commonwealth Mid-Heavyweight Championship）を獲得した。
1986年、クリス・ベノワを破って二度目の英連邦ミッド・ヘビー級王者に返り咲く。以後、ベノワとの抗争を繰り広げカルガリー地区でのレスラーとしての地位を確立する。また、英連邦ミッド・ヘビー級王座には通算して四回戴冠している。
1987年6月に新日本プロレスに初来日。その後ダイナマイト・キッドの誘いで、1989年2月からは全日本プロレスのマットに登場。以後、ダイナマイト・キッドとのコンビ（ニュー・ブリティッシュ・ブルドッグス / ブリティッシュ・ブルーザーズ）やデイビーボーイ・スミスとのコンビなどで活躍した。
1991年4月6日にダイナマイト・キッドのパートナーとして小橋健太&菊地毅を破り第54代アジアタッグ王座を獲得した。しかし一度も防衛を果たせず、4月20日の試合でカンナム・エクスプレス（ダグ・ファーナス&ダニー・クロファット）に敗れて王座から陥落した。
日本では当初、カナダで用いていたアメリカン・スタイルのレスリングをこなしていたが、1995年ごろからゲーリー・オブライトのアドバイスでイギリスで用いていたヨーロピアン・スタイルのレスリングへ転向した。今までの全日本のリングでは見られなかった、『ジョニー・マジック』と呼ばれる独特のムーブが多数披露されるようになり（詳細は後述）、徐々に独自のポジションを築き上げていく。
1998年1月9日、ウルフ・ホークフィールドとのタッグでアジアタッグ王座12回連続防衛中の秋山準&大森隆男を破り第63代アジアタッグ王座を獲得し、2度目の同王座獲得を果たした。その後2度の防衛に成功して、10月6日に本田多聞&泉田純に敗れ王座から陥落した。
また、8月にはジョニー・エース率いる外国人ユニットであるムーブメントに参加した。
1999年11月、ベイダーのタッグパートナーとなり、世界最強タッグ決定リーグ戦へ参加。当初は異色のタッグと見られていたが、ベイダーのパワフルなファイトとスミスのテクニシャンぶりが融合を果たし、3位の好成績を残した。これがスミスがトップ戦線に躍り出るきっかけとなった。
2000年1月、ベイダーとのタッグで小橋&秋山が持つ世界タッグ王座に挑戦するが敗退した。同年、全日本プロレスからエースの三沢光晴、小橋、秋山などの選手が大量離脱してプロレスリング・ノアを設立。外国人レスラーに対しての評価が辛いと言われる三沢が、スミスの実力を高く評価していたこともあり、スミスもノアへの転籍・参戦を奨められ、ノア参戦目前まで話が進んでいたが、結局は全日本プロレスに残留することとなった（その後もノア移籍の噂が何度もあがっている）。このことを三沢は、後々まで相当に悔やんでいた。
2001年1月14日、鼻骨骨折を負いながらも、太陽ケアとのタッグで川田利明&渕正信を破り第43代世界タッグ王座を獲得。同王座の防衛には三度成功し、7月14日に天龍源一郎&安生洋二に敗れ王座から陥落した。
2003年1月3日、小島聡が持つMLW世界ヘビー級王座に挑戦するが敗退した。
2003年4月10日、広島アリーナで行われた全日本プロレスの試合前に突然倒れた。広島アリーナに救急隊員が呼ばれ、身体の一部の感覚を失った状態で地元の病院に緊急搬送されたが、病院での容態は安定していた。マスコミは、スミスが倒れた原因は鎮痛剤の使用によるものだと指摘。当時の全日本プロレス社長である武藤敬司は日本のメディアに対しこの出来事を軽視しようとしたが、ほとんど効果がなかった。
2004年3月17日にIWA・JAPANへの参戦が発表されたが、体調不良のためにキャンセルとなっている。
心臓に不安を抱えているためか、現在は引退してカナダのアルバータ州カルガリー警察の警察官として働いている。

## 英国紳士
控えめな性格でもあったスミスは、ギャラアップの交渉など馬場に一切しなかった珍しい外国人選手でもある（ダイナマイト・キッドの著書より）。
英国紳士として知られファンにとても親切なことでも知られていた。日本のファンが彼のためにリングジャケットを作ってくれたが、スペルミスにより名前の表記が間違っていても指摘せずに現役時代ずっとそのジャケットを愛用した。
またUWFインターで活躍した垣原賢人が全日本プロレスに参戦した際に、リングの硬さから膝の怪我に悩まされていた時にも
「レスリングシューズにするといい」とレスリングシューズを送っている。

## 得意技
ランカシャー仕込みの腕殺しテクニックとパワーファイトを融合させたファイトスタイルが特徴。また、エルボーも試合中に多用していた。
ブリティッシュ・フォール
ボディスラムで相手を抱え上げ、相手を仰向け状態で脚だけを着地させ、素早くリバースDDTに移行する。1990年代中盤以降のメインの決め技。
ジョニー・マジック
アームホイップで相手を倒した後、スミス自身は相手の腕を取ったまま逆回転して、相手の腕にダメージを与える。テクニシャンとしてのスミスを象徴する技の一つ。
ジョニー・マジックII
相手の片腕を両腕で掴んで、その状態で相手の背後へ回り相手の腕を逆手にした状態で絞り上げる。さらに腕をロックしたまま、その腕へ自らの肩を数度ぶつけた後、片膝をつかせてのチキンウィングフェイスロックに移行する。スミス・クラッチ、ジョニー・クラッチとも呼ばれた。
腕極め式アバランシュ・ホールド
正面からハンマーロックの要領で相手の片腕を極めたまま仕掛けるアバランシュ・ホールド。受身を取り辛くすると共に、叩き付けた衝撃で腕にもダメージを与える。
ビッグベン
相手の片腕を捻り上げつつもう片方の腕で相手を持ち上げ叩き落とした後、捻っていた腕へギロチンドロップを放ち痛めつけ、さらに両足で挟み込んでマウントポジションを取るように相手に馬乗りになって捻り上げる。
デスバレーボム
相手をファイヤーマンズキャリーの体勢で担ぎ上げて、相手の頭側に横方向へと倒れ、相手の頭部をマットへ叩き付ける。
パワープレート
1993年に新必殺技として考案。初期型はカナディアン・バックブリーカーの要領で相手を右肩で担ぎ上げて両足を開きながらジャンプ、空中で自分の両足を相手の両腕にかけて、尻餅をつくと同時に前方へと落下させた相手の背中を自身の両足の間へ叩きつける。サンダーファイヤ−・パワーボムの体勢からのライガー・ボム。
中期型は、両足を相手の両腕にかけずに決める。サンダーファイヤ−・パワーボムの体勢からのシットダウン式ジャンピング・パワーボム。ナイアガラ・ドライバーと同型。
後期型は、通常のパワーボムのように持ち上げて、尻餅をつくと同時に前方へと落下させた相手の背中を自身の両足の間へ叩きつける。シットダウン式ジャンピング・パワーボムと同型。
ジャーマン・スープレックス
スミスのものはブリッジが高いのが特徴。キャリア初期からの得意技。
ミサイルキック
スミスは着地後に体のバネを使って飛び跳ねるように立ち上がる。ダイナマイト・キッドから受け継いだムーブであり、ヘッドスプリング式ミサイルキックとも呼ばれる。このあと、立ってきた相手に対しロープへ走ってラリアットを敢行するパターンが多い。
スキン・ザ・キャット
場外に放り投げられた際、トップロープを掴んでそのまま逆上がりの要領でリング内に戻るムーブ。
スミスが使用した場合は単純にロープ逆上がりと呼ばれることの方が多かった。

## タイトル歴
英連邦
- 英連邦ミッドヘビー級王座

通算四度戴冠
全日本プロレス
- アジアタッグ王座

第54代王者、防衛無し、パートナーはダイナマイト・キッド
第63代王者、2回防衛、パートナーはウルフ・ホークフィールド
- 世界タッグ王座

第43代王者、3回防衛、パートナーは太陽ケア

## 入場テーマ曲
- LOST IN YOU（ロッド・スチュワート） - 1989年から1992年の間に使用され、1997年にインストルメンタル編集で短期間使用された。
- HOT AND BOTHERED（シンデレラ） - 1993年から1997年の間に使用された。
- SPEED TK RE-MIX（小室哲哉） - 1998年ごろより使用[1]